# Schizoblastosporion starkeyi-henricii
Schizoblastosporion starkeyi-henricii är en svampart som beskrevs av Cif. 1930. Schizoblastosporion starkeyi-henricii ingår i släktet Schizoblastosporion, ordningen Saccharomycetales, klassen Saccharomycetes, divisionen sporsäcksvampar och riket svampar.   Inga underarter finns listade i Catalogue of Life.